# رو تلسکوپ
رو تلسکوپ یک ستاره است که در صورت فلکی تلسکوپ قرار دارد.